# Swedish Open 2017 (Tennis)
Die Swedish Open 2017 waren ein Tennisturnier der WTA Tour 2017 für Damen und ein Tennisturnier der ATP World Tour 2017 für Herren in Båstad. Das Herrenturnier fand vom 17. bis 23. Juli 2016 statt. Das Turnier der Damen fand eine Woche später, vom 24. bis 30. Juli 2017 statt.

## Herrenturnier
→ Qualifikation: SkiStar Swedish Open 2017/Qualifikation

## Damenturnier
→ Qualifikation: Ericsson Open 2017/Qualifikation